# 圣以诺广场

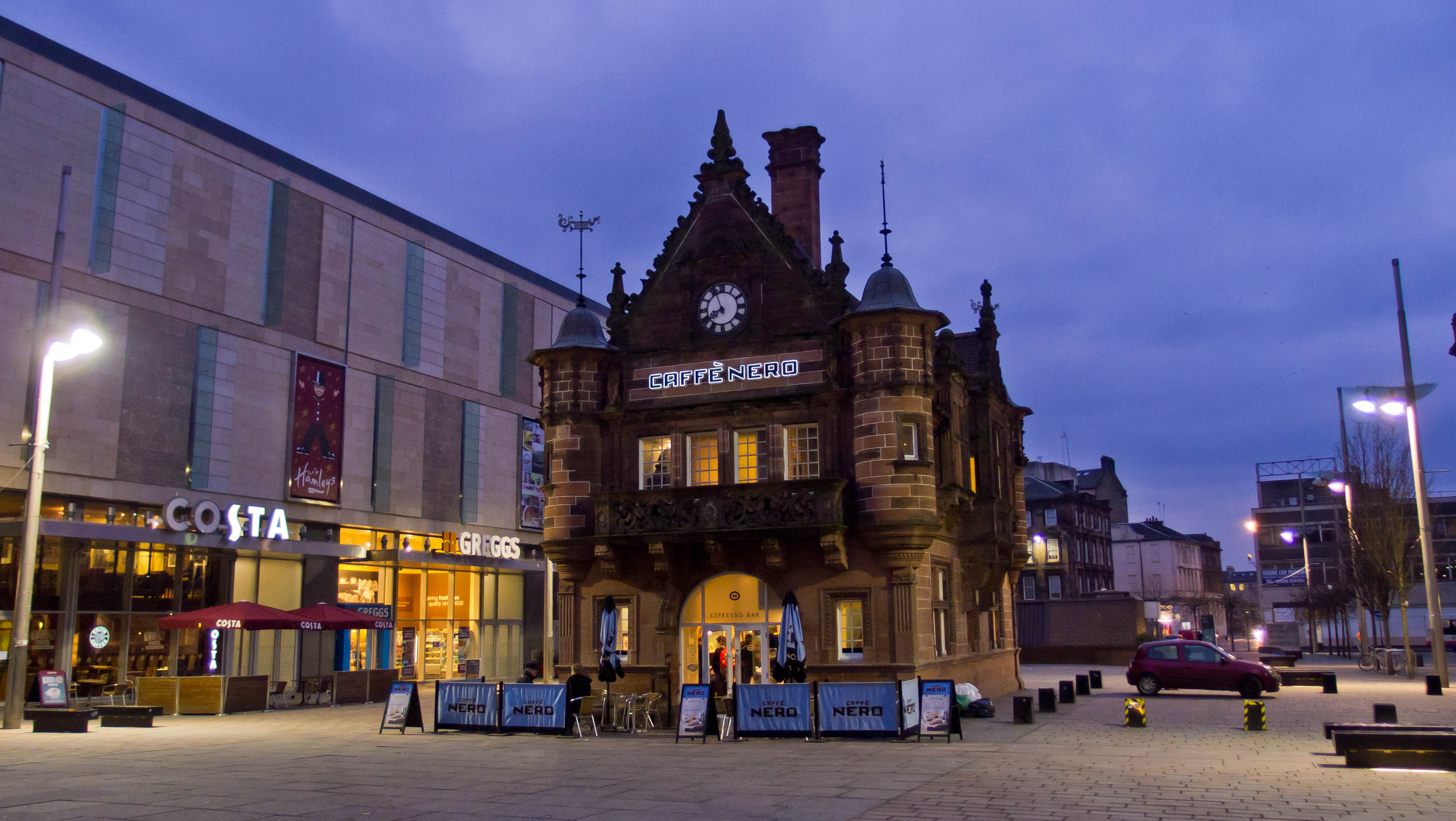

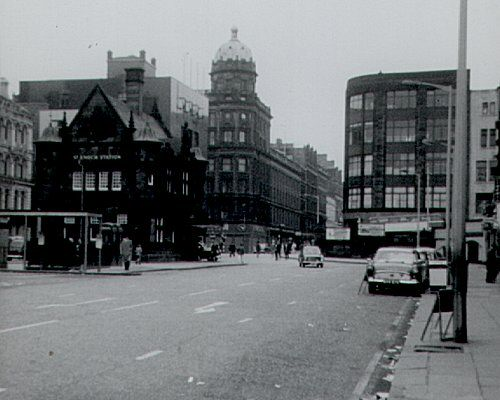

圣以诺广场（St. Enoch Square）是苏格兰格拉斯哥的一个广场，位于该市两条最繁忙的购物街布坎南街和亚皆老街的交叉口。
该地区开辟于1780-1820年，于1780年4月12日奠基，周围陆续建起摄政风格的建筑。圣以诺广场是许多教堂的所在地。广场的焦点是圣以诺教堂，最初由詹姆斯·帕特森在1780年左右设计，在1825年左右由大卫·汉密尔顿设计的教堂所取代。圣以诺教堂在1926年被拆，原地建起公共汽车站和停车场。
圣以诺车站建于1876年，圣以诺酒店于1879年开业，曾是格拉斯哥最大的酒店，拥有200个房间，但在1974年关闭，改为停车场。

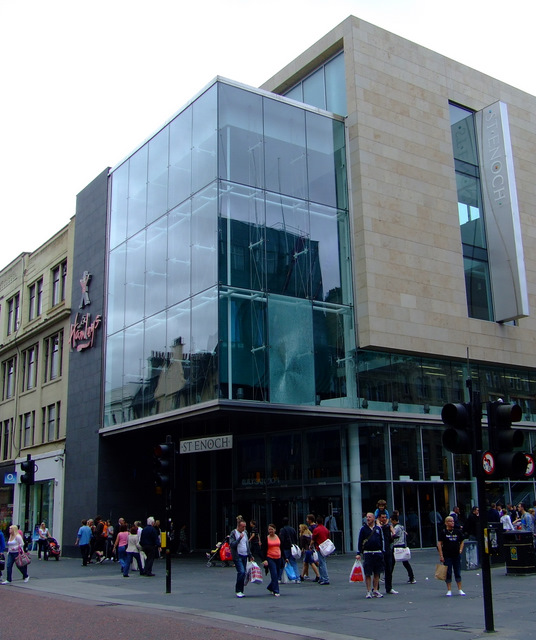

每年11月10日至12月22日期间，格拉斯哥圣诞集市在圣以诺广场举办。

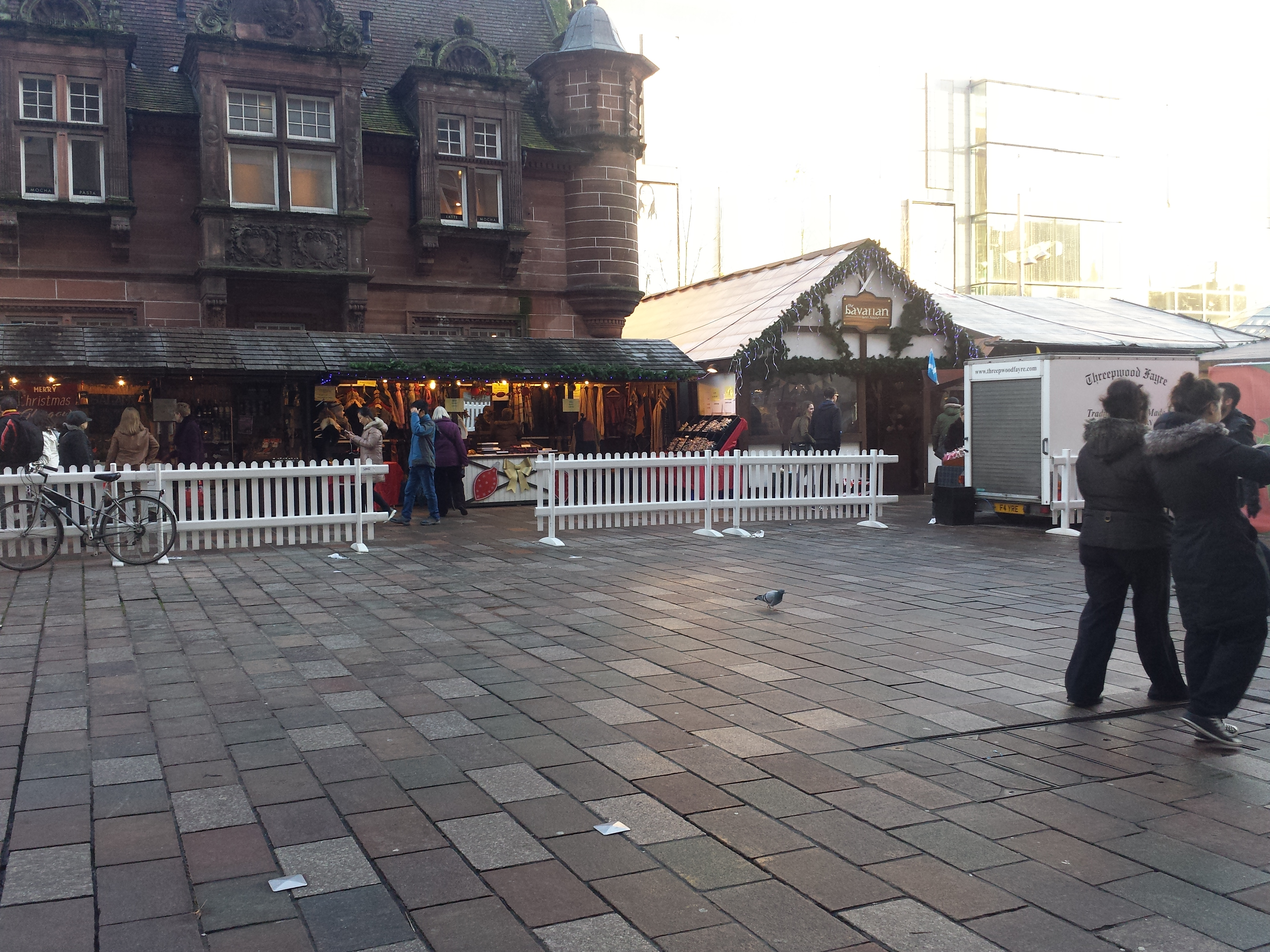